# Ptolémée (roi d'Épire)
Pour les articles homonymes, voir Ptolémée (homonymie).
Ptolémée (en grec ancien Πτολεμαῖος / Ptolemaîos), né en 270 et mort vers 234 av. J.-C., est un roi d’Épire de la dynastie des Éacides. Il est un petit-fils de Pyrrhus.

## Biographie
Ptolémée est le second fils d'Alexandre II, roi d'Épire, et d'Olympias II. Il règne conjointement avec son frère Pyrrhus II, d'abord sous la régence de leur mère.
Son règne effectif est bref puisque selon Justin, il perd la vie peu de temps après lors d'une expédition militaire contre les Etoliens. Il aurait succombé à une maladie. Cependant, selon Polyen, il aurait été assassiné. La nièce de Ptolémée, Deidamie, à la tête des forces épirotes, se serait emparée d'Ambracie en représailles.